# جون مارتل
جون مارتل (انگلیسی: June Martel؛ ‏ ۱۹ نوامبر ۱۹۰۹ – ۲۳ نوامبر ۱۹۷۸) بازیگر و خواننده اهل ایالات متحده آمریکا بود.
از فیلم‌هایی که وی در آن‌ها نقش داشته‌است، می‌توان به جوانان مبارز اشاره نمود.